# Munidopsis cylindrophthalma
Munidopsis cylindrophthalma is een tienpotigensoort uit de familie van de Munidopsidae. De wetenschappelijke naam van de soort is voor het eerst geldig gepubliceerd in 1894 door Alcock.